# ISO 14001
A ISO 14001 é uma norma que estabelece diretrizes básicas para o desenvolvimento de um sistema de gestão ambiental dentro de uma empresa, sendo a certificação mais conhecida dentre a família ISO 14000.

## Objetivos
A ISO 14001 é aplicável a qualquer tipo de organização que tem por objetivo obter um desempenho ambiental correto, tem como buscar sua certificação por uma organização externa competente. A norma visa orientar a implementação de sistemas de gestão ambiental nas organizações visando a sua conformidade com a realidade do empreendimento e ainda servir de subsídio para uma análise intra ou externamente da conformidade entre esta certificação e uma autodeclaração de um empreendimento e, por fim, mas não menos importante, tem como objetivo dar as diretrizes para a confirmação de sua conformidade frente a algum requisito pré-estabelecido por algum cliente.

## Metodologia PDCA
A ISO 14001 segue a metodologia conhecida por aplicar um ciclo de melhoria contínua denominado Plan-Do-Check-Act (PDCA) que traduzido para o português significa Planejar-Executar-Verificar-Agir.
Planejar:  traçar os objetivos e os processos necessários para se atingir os resultados levando-se em consideração a política ambiental da empresa.
Executar: colocar em prática os processos planejados na etapa anterior.
Verificar: fazer  o exercício de monitoramento do atendimento dos processos em relação a política ambiental, objetivos, metas, requisitos legais, entre outros, e relatar os resultados.
Agir: agir para a melhoria contínua dos processos e do sistema de gestão ambiental do empreendimento.

## Principais Requisitos
São requisitos do sistema de gestão ambiental:
A.	Requisitos gerais;
B.	Política ambiental;
C.	Planejamento;
D.	Implementação e operação;
E.	Verificação;
F.	Análise pela administração.

## ISO 14001:2015
A partir do mês de setembro de 2018, a versão 2015 da norma tornou-se obrigatória, desvalidando a versão de 2008. A versão 2015 tem o intuito de expandir os controles ou a influência da organização em relação à gestão ambiental. Na hora de planejar, obter ou renovar a certificação da norma, precisará atender a todas as fases relacionadas ao ciclo de vida do seu produto ou serviço. Outra mudança é que a norma agora está mais atenta ao cuidado com análises internas e externas em relação ao contexto em que a companhia está inserida, 

## Certificação
Para obtenção da certificação do empreendimento pela ABNT NBR ISO 14001 (válido até janeiro de 2016) é necessário que ele esteja dentro dos requisitos determinados. Geralmente uma empresa externa é contratada para fazer uma auditoria e verificar o sistema ambiental da empresa e sua adequação a ABNT NBR ISO 14001. As certificações  possuem validades, e para a manutenção e re-certificação da ISO novas auditorias são necessárias. Por isso, é importante estar atento às mudanças que a empresa pode causar no ambiente direta ou indiretamente. 

## Relação com outras Certificações
A ABNT NBR ISO 14001:2004 - Requisitos do Sistema de Gestão Ambiental se relaciona com outras certificações, como por exemplo a ABNT NBR ISO 9001:2008 – Sistema de Gestão da Qualidade e também a ABNT NBR ISO 19001:2011 - Diretrizes para Auditoria de Sistemas de Gestão da Qualidade e Ambiental.

## O uso atual da ISO 14001
Os setores industriais automotivo, petroquímico e químico e o setor de prestação de serviços são os que possuem o maior número de certificações ISO 14001, sendo a Petrobras, a empresa com maior destaque no cenário brasileiro. A maioria dessas empresas é de médio ou grande porte e impactam significativamente o ambiente.[carece de fontes?]
A região brasileira com maior número de certificações ISO 14001 é a região sudeste. Isso pode ser explicado pelo fato dessa região conter os maiores parques industriais. Com destaque para São Paulo que possui cerca de 50% das certificações.[carece de fontes?]
A principal dificuldade enfrentada pelas empresas de pequeno porte é a questão dos custos da consultoria de implantação, dos investimentos na adequação de equipamentos e processos produtivos, do contrato com a empresa certificadora, das auditorias de supervisão do SGA e da manutenção do sistema são um empecilho considerável.[carece de fontes?]
A cada ano cresce no Brasil o número de certificações, justificada por motivos diversos como: preocupação ambiental, competitividade no mercado, melhoramento da imagem da empresa perante a questões ambientais e por pressão de clientes. Com isso, o Brasil vem melhorando sua colocação a cada ano no Ranking de número de certificados emitidos no mundo. Segundo dados da ABNT no ano de 2005 o Brasil ocupava 11ª posição (1800 certificações), perdendo para Japão (1782), China (9230), Espanha (6523), Reino Unido (6223), Alemanha (4400), Suécia (3716), Coreia (2610) e França (2607).[carece de fontes?]